# 庞家堡站
庞家堡站（Pangjiabu Railway Station）是位于中国河北省张家口市宣化区庞家堡镇的一个火车站，是宣庞铁路的终点站。